# Bankura
Bankura (bengali বাঁকুড়া) är en stad i Indien. Den är administrativ huvudort för distriktet Bankura i delstaten Västbengalen och hade cirka 140 000 invånare vid folkräkningen 2011.